# 服部孝洋
服部 孝洋（はっとり たかひろ、1982年8月19日 - ）は、日本の経済学者。東京大学公共政策大学院特任准教授、公益財団法人東京経済研究センター業務執行理事。専門はファイナンス、応用計量経済学、マクロ経済学。

## 人物・経歴
2006年3月に慶應義塾大学商学部を卒業後、2008年3月に一橋大学大学院経済学研究科修士課程を修了。同年、野村證券に入社。2021年3月、一橋大学より博士（経済学）の学位を取得。
野村證券では野村資本市場研究所、IBビジネス開発部を経て、ポートフォリオ・コンサルティング部課長代理を務めた。
2016年、財務省財務総合政策研究所入所。同所客員研究員を務め、2020年より東京大学公共政策大学院特任講師。2024年、東京大学公共政策大学院特任准教授となる。
2024年8月、公益財団法人東京経済研究センター業務執行理事（会計担当）に就任。また、金融庁金融研究センター専門研究員なども兼任。専門はファイナンス、応用計量経済学、マクロ経済学。

## 著作
- 『人口動態変化と財政・社会保障の制度設計』（法政大学比較経済研究所, 小黒一正共編 田中秀明, 原一樹, 石田良, 島澤諭, 小黒一正, 稲垣誠一, 菅原琢磨, 小林慶一郎, 木原隆司と共著）日本評論社、2021年3月
- 『コロナ禍における現金給付の家計消費への影響 (RIETI discussion paper series 21-J-022)』（宇南山卓, 古村典洋と共著）、経済産業研究所、2021年4月
- 『日本国債入門』金融財政事情研究会、2023年12月
- 『国際金融』（植田健一と共著）日本評論社、2024年11月
- 『はじめての日本国債』集英社新書、2025年1月